# Chi Cá buồm
Chi Cá buồm (danh pháp khoa học: Istiophorus) là một loài cá sống trong tất cả các đại dương trên thế giới. Chúng có màu xanh lam hay xám và có vây lưng giống như một cánh buồm thu nhỏ đặc trưng trên lưng, thông thường kéo dài trên toàn bộ phần lưng. Cá buồm là loại cá lớn nhanh, đạt tới 1,2-1,5 m trong một năm. Chúng là loại cá bơi nhanh nhất dưới biển, với vận tốc có thể lên tới 109 km/h (68 dặm Anh/h). Chúng kiếm ăn dưới bề mặt biển hoặc ở độ sâu trung bình và tìm bắt những con cá hay mực nhỏ.
Cá buồm đôi khi bị nhầm lẫn với cá marlin trắng (Tetrapterus albidus) hoặc cá marlin xanh (Makaira nigricans) loại nhỏ, nhưng nói chung chúng được phân biệt khá dễ dàng nhờ bộ vây lưng giống như cánh buồm đẹp mắt.

## Các loài
- Istiophorus albicans (syn. Istiophorus americanus): Cá buồm Đại Tây Dương. Loài cá này dài tới 1,7 m và cân nặng tới 20 kg. Sinh sống trong khu vực Đại Tây Dương, có thể sống tới các vĩ độ thuộc vùng ôn đới ấm.
- Istiophorus platypterus: Cá buồm. Loài cá này dài tới 3,6 m và cân nặng tới 125 kg. Sinh sống trong cả Thái Bình Dương, Ấn Độ Dương và Đại Tây Dương, trong khu vực biển quanh vùng nhiệt đới và cận nhiệt đới.

## Lưu ý
Một số tài liệu gọi cá buồm là cá cờ, nhưng tên gọi này dễ gây nhầm lẫn, do cá cờ còn là một trong các tên gọi của ít nhất là một trong số các loài sau:
- Cá cờ mặt trăng: Velifer hypselopterus họ Veliferidae.
- Cá cờ Ấn Độ (cá maclin đen): Makaira indica (tên gọi khác: cá cờ gòn) cùng họ Istiophoridae.
- Cá lia thia: Macropodus opercularis (các tên gọi khác: cá cờ, cá thia thia, cá thia lia v.v), một loài cá nước ngọt thuộc họ Cá tai tượng Osphronemidae.